# Monocórdio

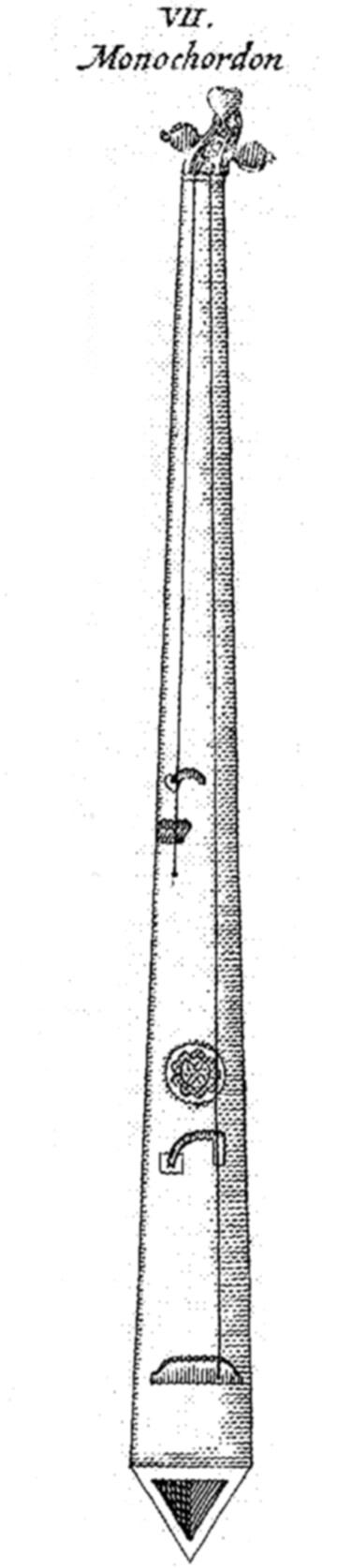
Monocórdio medieval

Monocórdio é um antigo instrumento musical, de treinamento e laboratório, composto por uma caixa de ressonância sobre a qual era estendida uma única corda presa a dois cavaletes móveis.
Seu uso já era registrado ao tempo de Pitágoras (c. 582 - 500 a.C.) para estudo e cálculo das relações entre vibrações sonoras. Na Idade Média era também usado para a afinação da voz e de outros instrumentos.
A palavra deriva do grego,e significa literalmente "um fio".
O monocórdio pode ser usado para ilustrar as propriedades matemáticas da vibração musical. Por exemplo, quando o fio do monocórdio está esticado produz uma vibração numa frequência particular; quando o comprimento da corda é dividido ao meio e tocado, produz um tom uma oitava mais alto, e vibra a uma frequência duas vezes maior que a original (2:1). As metades desse comprimento irão produzir um tom duas oitavas mais alto que o original, quadruplicando sua frequência (4:1) - e assim por diante.
O monocórdio era tocado com o plectro, espécie de palheta.
Ainda hoje é presente em algumas culturas, como por exemplo na vietnamita, onde integra a orquestra do Teatro Aquático de Fantoches.